# Isidre Ferrer Abizanda
Isidre Ferrer Abizanda   (Barcelona, 1951) és un neuropatòleg català i professor d'anatomia patològica al Departament de Patologia i Terapèutica Experimental de la Universitat de Barcelona, des del 1990 fins al 2022. Ha estat director de l'Institut de Neuropatologia i Banc de Cervells de l'Hospital Universitari de Bellvitge de l'Hospitalet de Llobregat des de 1996 i coordinador de l'àrea de neuropatologia de l'Institut d'Investigació Biomèdica de Bellvitge (IDIBELL) fins a la seva jubilació l'any 2016. És membre de l'Institut de Neurociències de la Universitat de Barcelona i líder del grup de recerca de l'àrea de neuropatologia en l'àmbit de la malaltia d'Alzheimer i les demències del Centre de Recerca Biomèdica en Xarxa de Malalties Neurodegeneratives (CIBERNED). És professor emèrit de la Universitat de Barcelona des del 2021 i investigador emèrit de l'IDIBELL.

## Reconeixements
- 2003 – Premi Narcís Monturiol.
- 2016 – Premi Ramon Turró.[3]
- 2018 – Premi Internacional Mano Amiga.[4]
- 2019 – Premios Científicos de la Sociedad Española de Neurología (SEN): SEN Enfermedades Neurológicas.[5]

## Publicacions destacades
- Ferrer I. Defining Alzheimer as a common age-related neurodegenerative process not inevitably leading to dementia. Progress in Neurobiology. doi: 10.1016/j.pneurobio.2012.03.005.
- Ferrer I, Andrés-Benito P, Zelaya MV, Aguirre MEE, Carmona M, Ausín K, Lachén-Montes M, Fernández-Irigoyen J, Santamaría E, Del Rio JA. Familial globular glial tauopathy linked to MAPT mutations: molecular neuropathology and seeding capacity of a prototypical mixed neuronal and glial tauopathy. Acta Neuropathologica. doi: 10.1007/s00401-019-02122-9.
- Ferrer I, Andrés-Benito P, Ausín K, Pamplona R, Del Rio JA, Fernández-Irigoyen J, Santamaría E. Dysregulated protein phosphorylation: A determining condition in the continuum of brain aging and Alzheimer's disease. Brain Pathology. doi: 10.1111/bpa.12996.